# اینکک
روستای اینکک، روستایی از توابع بخش مرکزی شهرستان لردگان در استان چهارمحال و بختیاری ایران است.
این روستا ده کیلومتر مانده به آبشارمعروف آتشگاه قرار دارد.مردم این روستا ازطایفه ماموری هستند که فامیل آنان خالدی هست
اصالتا لرزبان هستند وفرهنگ این روستا بین بختیاری ولری یاسوج قرار داردولی از لحاظ نژادی بختیاری هستند
این روستا یکی از پرآب‌ترین روستاهای بخش سردشت هست چشمه‌های فراوانی دراین روستا قرار دارد.
ظرفیت‌های این روستا
1.بخش کشاورزی بخاطر فراوانی آب
بخش دامداری بخاطر چهارفصل بودن
سدخرسان 3که در حال ساخت هست دریک کیلومتری این روستا قرار دارد
مکان‌های مذهبی وگردشگری
1.امام زاده شیع 
2.پرورش ماهی که یکی از بهترین پرورش ماهی‌های استان هست
3.سدخرسان 3
4.آبشاراتشگاه در 10کیلومتری
آینده روستای
فعلا هیچ گونه تضمینی برای انتقال یا جابجایی روستا بخاطر سدخرسان 3وجود ندارد و به احتمال زیاد این روستا بعد ازسدخرسان آخرین روستای بخش سردشت خواهد بود و به عنوان یک روستای تفرجگاهی وتوریستی برای مسافرین وپرسنل سد خواهد بود

## جمعیت
این روستا در دهستان سردشت قرار دارد و براساس سرشماری مرکز آمار ایران در سال ۱۴۰۱، جمعیت آن ۲۱۵ نفر(۴۹خانوار) بوده‌است.